# 切齿鱼龙属
切齿魚龍屬（屬名：Temnodontosaurus）又譯泰曼魚龍或離片齒龍，是種已滅絕魚龍類，化石在英國與德國被發現，生存年代為侏羅紀的海塔其階到托阿爾階。切齿魚龍是種大型魚龍類，身長超過12公尺。泰曼魚龍是切齿鱼龙科的唯一有效屬。

## 词源学
切齿鱼龙属的属名来自希腊语，Temno，意为“切割”, odont意为“牙齿”和后缀sauros意为“蜥蜴”，即“具备切割功能牙齿的蜥蜴（鱼龙）”。模式种板齿切齿鱼龙的种名platyodon意为“板状的牙齿”。

## 古生物學
切齿魚龍的眼睛直徑接近20公分，使牠們成為已知脊椎動物中眼睛最大的一種。這些大型魚龍類生活於深海地區，獵捕巨大的菊石與烏賊。

## 圖片

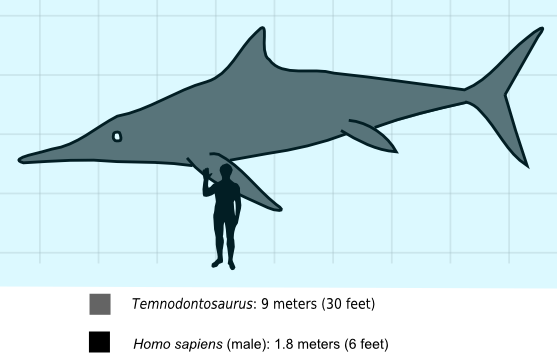
切齿魚龍與人類的體型相比
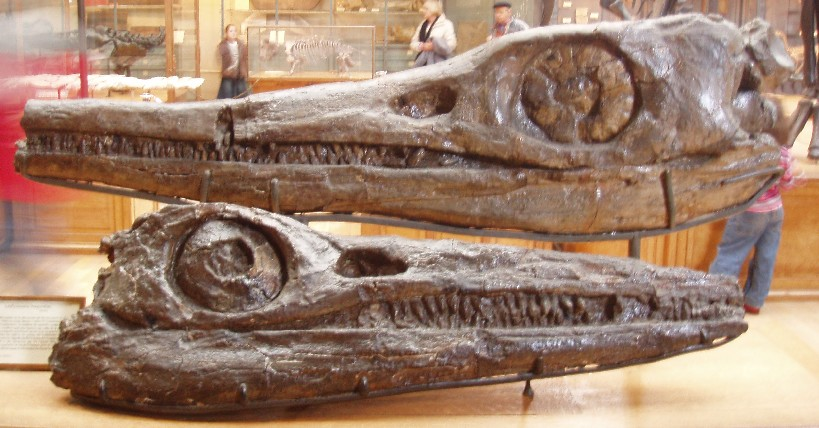
切齿魚龍的頭骨
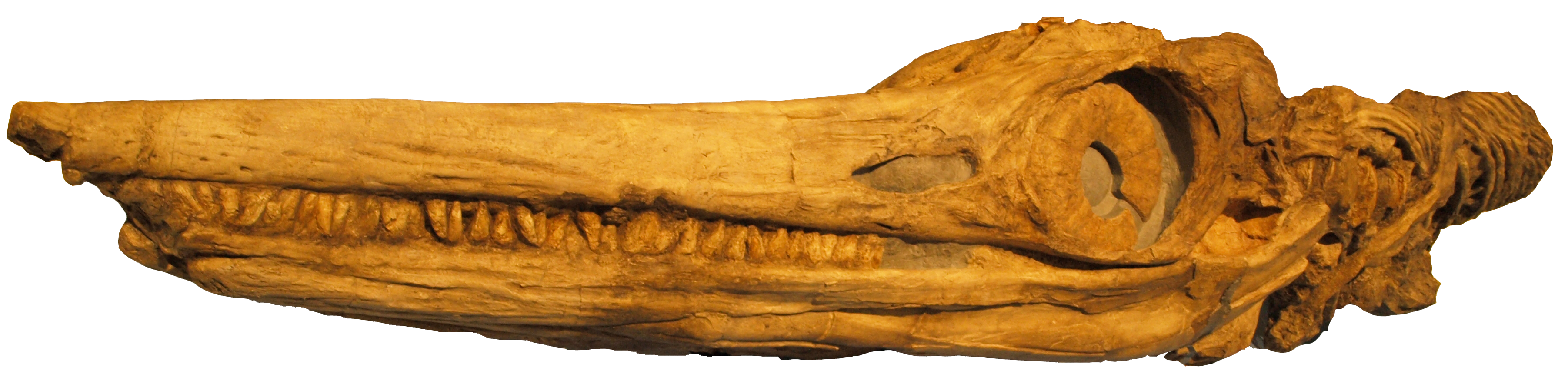
切齿魚龍的頭骨
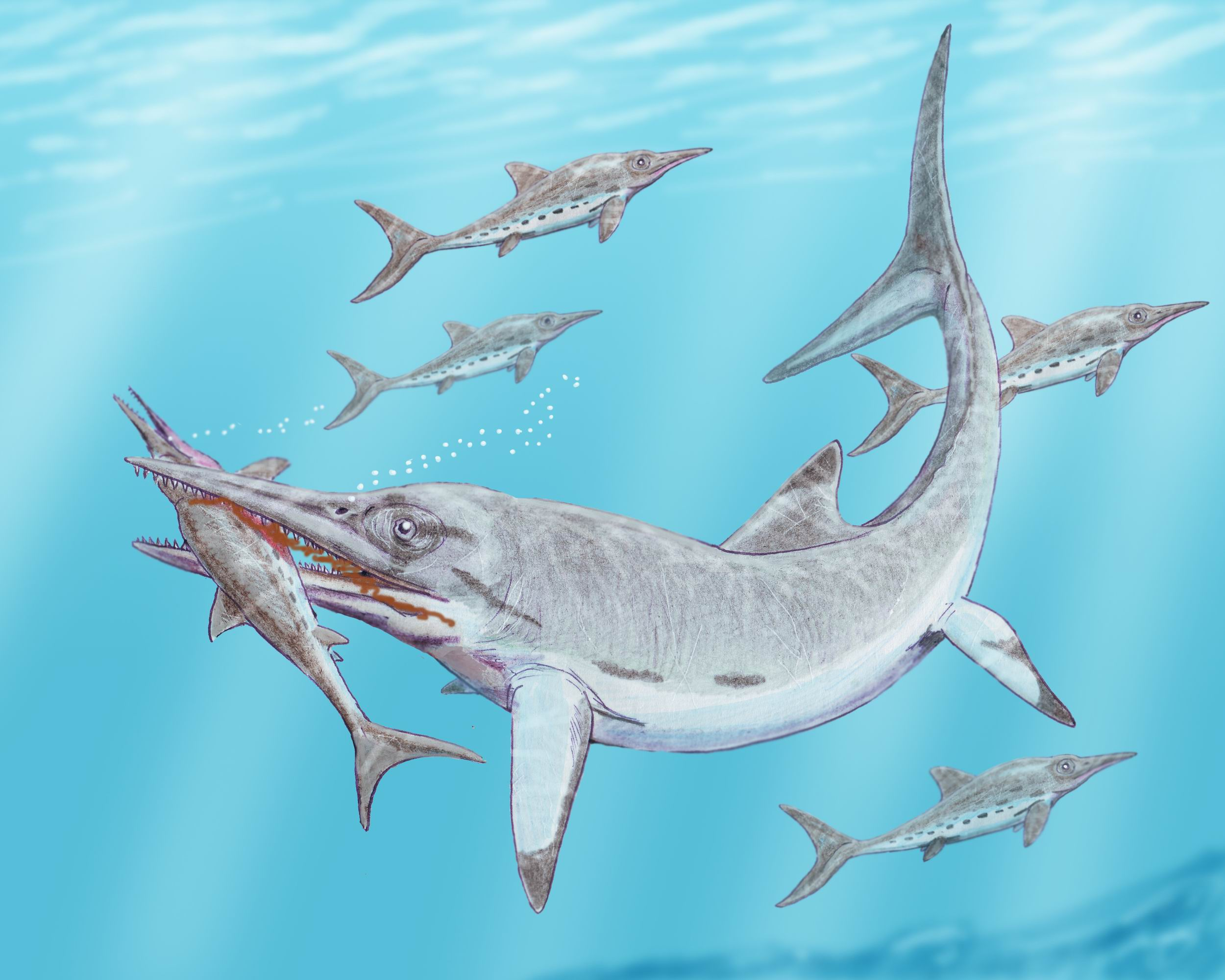
切齿魚龍攻擊狭鳍鱼龙
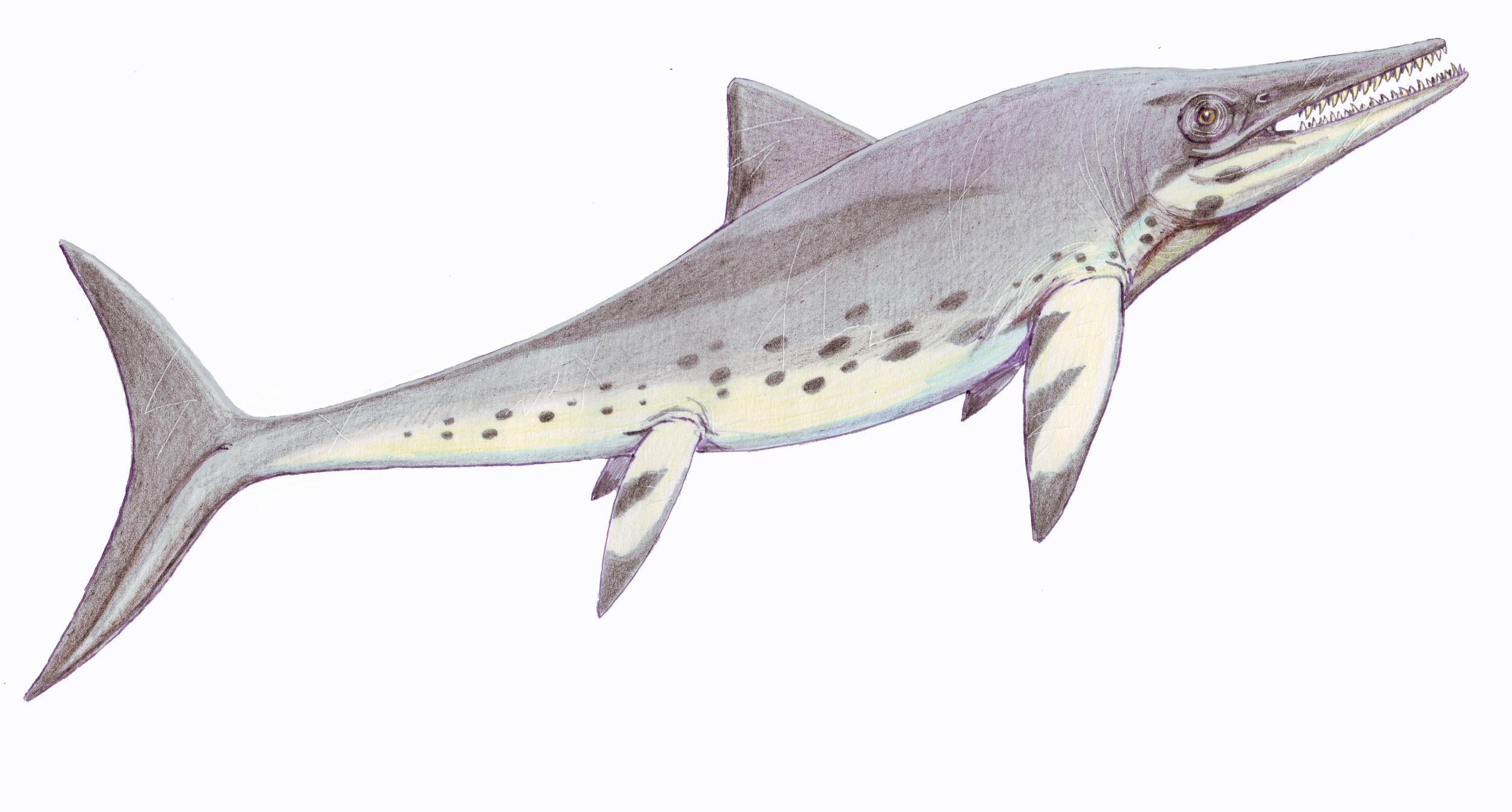
寬首切齿魚龍
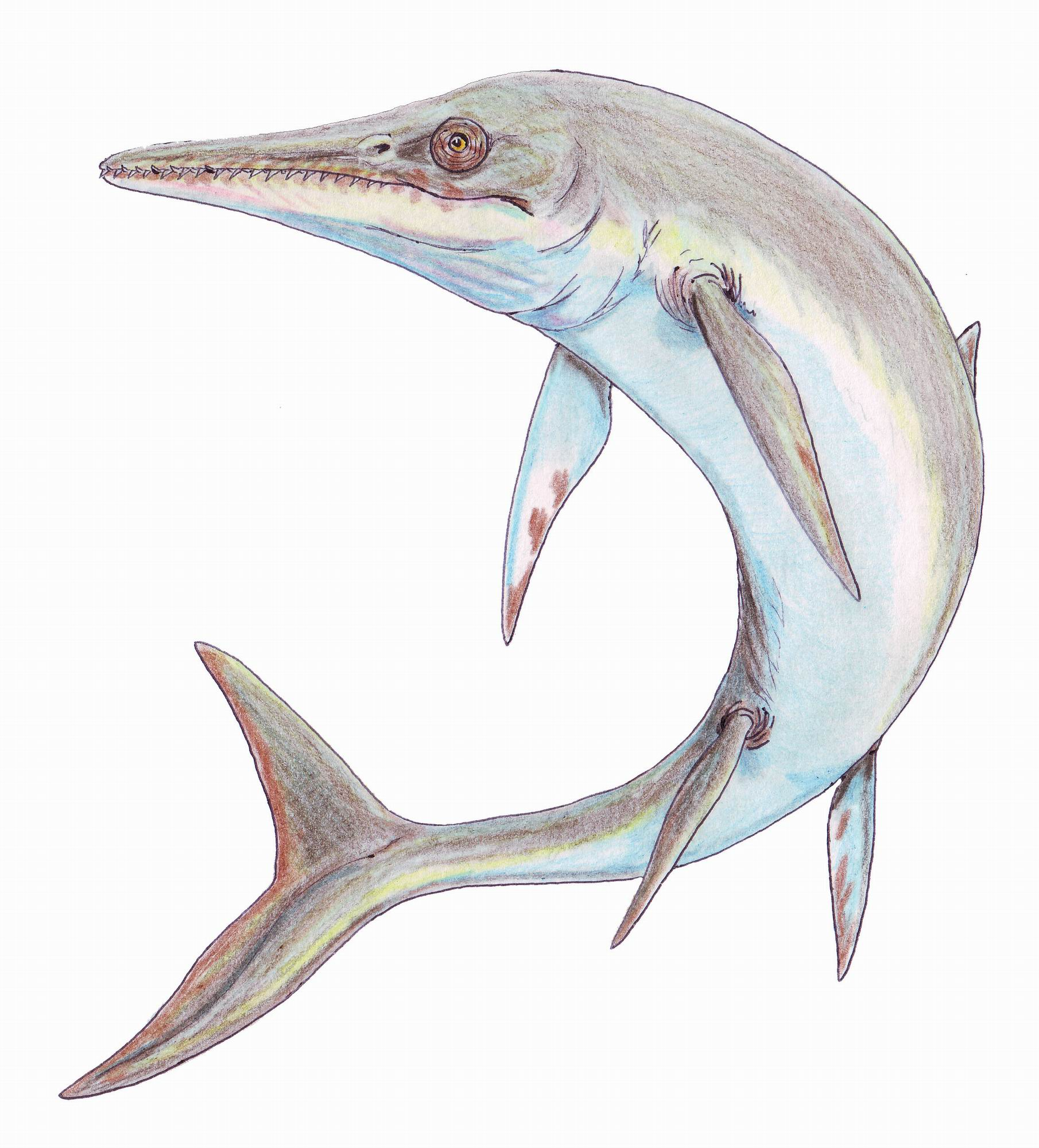
板齒切齿魚龍